# 安德斯陨石坑

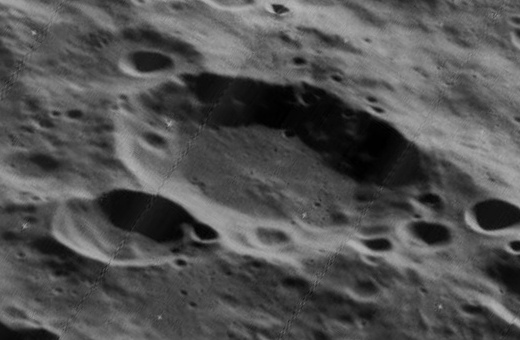
月球轨道器5号拍摄的斜视图

安德斯陨石坑（Anders）是位于月球背面南半部的一座撞击坑，其名称取自美国宇航员，1968年首次实现载人绕月飞行的阿波罗8号乘员之一威廉·安德斯（1933年－），1970年被国际天文学联合会批准接受。

## 描述
该陨坑位于巨大的阿波罗环形山内（该环形山内大部分已命名陨坑几乎都采用与美国宇航局有关联的人名来命名），位于安德斯陨石坑西面分布有博尔曼环形山、大卫·布朗陨石坑、劳·克拉克陨石坑、麦库尔陨石坑、迈·安德森陨石坑、拉蒙陨石坑、乔娜陨石坑和赫斯本德陨石坑；北面稍远毗邻略小的洛弗尔陨石坑；东南则坐落了更大的勒维特环形山。该陨坑中心月面坐标为41°19′S 143°18′W / 41.31°S 143.3°W，直径41.33公里，深度约2.22公里。
安德斯陨石坑的坑壁已被严重侵蚀，其东南壁切入了卵状的卫星坑“安德斯 G”，沿东北壁覆盖了一对相连的小陨坑，而北侧壁则纵贯了一道短裂谷。它的坑壁最大高出周边地形1040米，内部容积约1289立方千米。坑底表面相对平坦，除东侧内壁嵌入有一座细小的撞击坑外，表面没有其它醒目的地貌结构。

## 卫星陨石坑
按惯例，最靠近安德斯陨石坑的卫星坑在月图上以字母标注在该坑中心点的旁边。

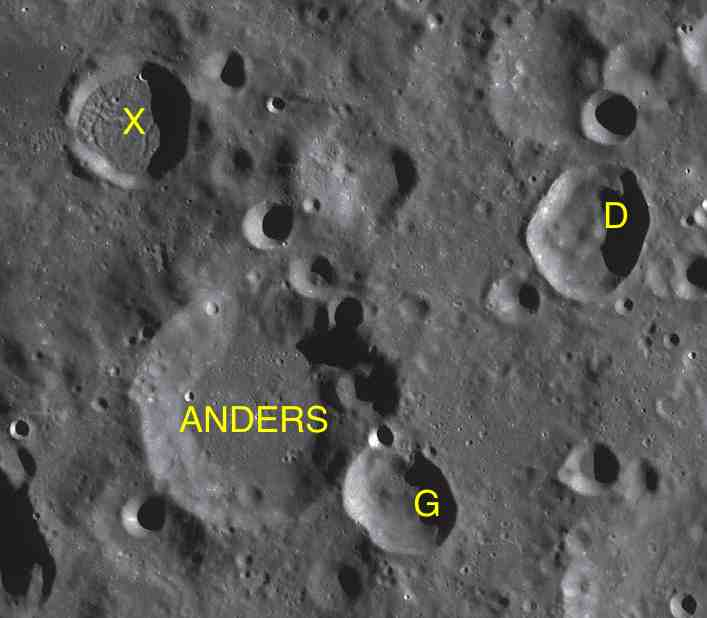
LAC-112 区域图

| 安德斯 | 纬度    | 经度     | 直径    |
| ------ | ------- | -------- | ------- |
| D      | 40.4° S | 140.5° W | 23 公里 |
| G      | 41.8° S | 141.9° W | 18 公里 |
| X      | 39.7° S | 143.8° W | 21 公里 |

## 另请参阅
- Andersson, L. E.; Whitaker, E. A. . NASA RP-1097. 1982.
- Blue, Jennifer. . USGS. July 25, 2007  [2007-08-05]. （原始内容存档于2019-12-13）.
- Bussey, B.; Spudis, P. . New York: Cambridge University Press. 2004. ISBN 978-0-521-81528-4.
- Cocks, Elijah E.; Cocks, Josiah C. . Tudor Publishers. 1995. ISBN 978-0-936389-27-1.
- McDowell, Jonathan. . Jonathan's Space Report. July 15, 2007  [2007-10-24]. （原始内容存档于2019-06-21）.
- Menzel, D. H.; Minnaert, M.; Levin, B.; Dollfus, A.; Bell, B. . Space Science Reviews. 1971, 12 (2): 136–186. Bibcode:1971SSRv...12..136M. doi:10.1007/BF00171763.
- Moore, Patrick. . Sterling Publishing Co. 2001. ISBN 978-0-304-35469-6.
- Price, Fred W. . Cambridge University Press. 1988. ISBN 978-0-521-33500-3.
- Rükl, Antonín. . Kalmbach Books. 1990. ISBN 978-0-913135-17-4.
- Webb, Rev. T. W.  6th revised. Dover. 1962. ISBN 978-0-486-20917-3.
- Whitaker, Ewen A. . Cambridge University Press. 1999. ISBN 978-0-521-62248-6.
- Wlasuk, Peter T. . Springer. 2000. ISBN 978-1-85233-193-1.